# Maruf Karkhi
Maʿrūf Karkhī (en persa: معروف کرخی), también conocido por su nombre completo Abū Maḥfūẓ Maʿrūf Ibn Abetoūz al-Karkhī, fue un santo, quién fue fundamental dentro del sufismo. Provenía de un entorno cristiano, y la historia de su conversión al Islam es una de las más famosas de la tradición islámica.

## Biografía
Maruf nació en el distrito de Wasit o Karkh en Bagdad. El nombre de su padre era Firuz, el cual se cree que era de origen persa. Usualmente se ha comprendido que su religión original era el cristianismo, lo que puede significar que el místico y predicador islámico de origen armenio, Farqad Sabakhi, haya sido quizás el mentor de Maruf Karkhi. Farid al Din Attar narra en su Memorial de los Santos, que Maruf se convirtió al Islam a una edad temprana en las manos del imán Ali ibn Musa, tras rechazar todas las formas de politeísmo. La tradición relata que fue inmediatamente adonde su padre y su madre quienes se alegraron de su decisión, y también se hicieron musulmanes. Tras su conversión, Maruf se convirtió en estudiante de Dawud Ta'i, y se sometió a una severa prueba de su discipulado. Aun así, Maruf se mantuvo firme y devoto 

## Tradición sufí
En el sufismo, quienes siguen la orden de Marufi están conectados con la figura de Maruf Karkhi. De esta forma, Maruf es el penúltimo eslabón en lo que se conoce como la Cadena Dorada (silsilah) del sufismo, la línea de iniciación que forma una cadena ininterrumpida hacia Mahoma. Maruf, siendo el discípulo de Ali ar-Ridha, formó parte de ese linaje, al mismo tiempo que mantuvo las enseñanzas de su maestro Dawud Ta'i, y por lo tanto, también fue su sucesor. Los sufistas veneran mucho a Maruf por los múltiples vínculos espirituales que se entrelazan en sus enseñanzas.